# يماني الكف
يماني الكف أحد الألوان الفنية الشعبية في تهامة ، ظهر في مكة المكرمة ثم شاع إلى الطائف والبادية، وهو عبارة عن غناء جماعي مع التوقيع بأكف اليدين. وسبب التسمية يعود لمبتكر اللون وهو شاب صغير من أسرة البيتي بمكة والتي كانت تقيم في حارة الشبيكة في القرن الثاني عشر الميلادي، وكان ملامح وجهه تشبه ملامح أهل اليمن فلقب بين أقرانه باليماني. ومن الأدوار المغناة؛ قصائد مثل: ياعروس الروض، وفارج الهم، وجس الطبيب. أما الالحان المصاحبة هي الأنغام الشرقية ( بحمد وسبح ) وتأتي مع مقامات وايقاعات مثل العشاق، الصبا ويماني السيكا، والبنجكة، بشاور والرودمان ونيروز الكرد وفرح فزا زنجران بايقاع المصمودي. ومن أشهر فرق يماني الكف فرقة المريعانية، ودرويش دوش.